# Vignale Monferrato
Vignale Monferrato (piemontesisch Vignà) ist eine Gemeinde in der italienischen Provinz Alessandria (AL), Region Piemont.

## Lage und Einwohner
Vignale Monferrato liegt rund 25 km nordwestlich von der Provinzhauptstadt Alessandria auf einem Hügel mit einer Höhe von 308 m über dem Meeresspiegel. Das Gemeindegebiet umfasst eine Fläche von 18,81 km² und hat 952 (Stand 31. Dezember 2023) Einwohner. Zur Gemeinde gehören die Ortsteile (Frazioni) San Lorenzo, Mogliano, Fons Salera.
Die Nachbargemeinden sind Altavilla Monferrato, Camagna Monferrato, Casorzo (AT), Lu e Cuccaro Monferrato, Frassinello Monferrato, Fubine und Olivola.

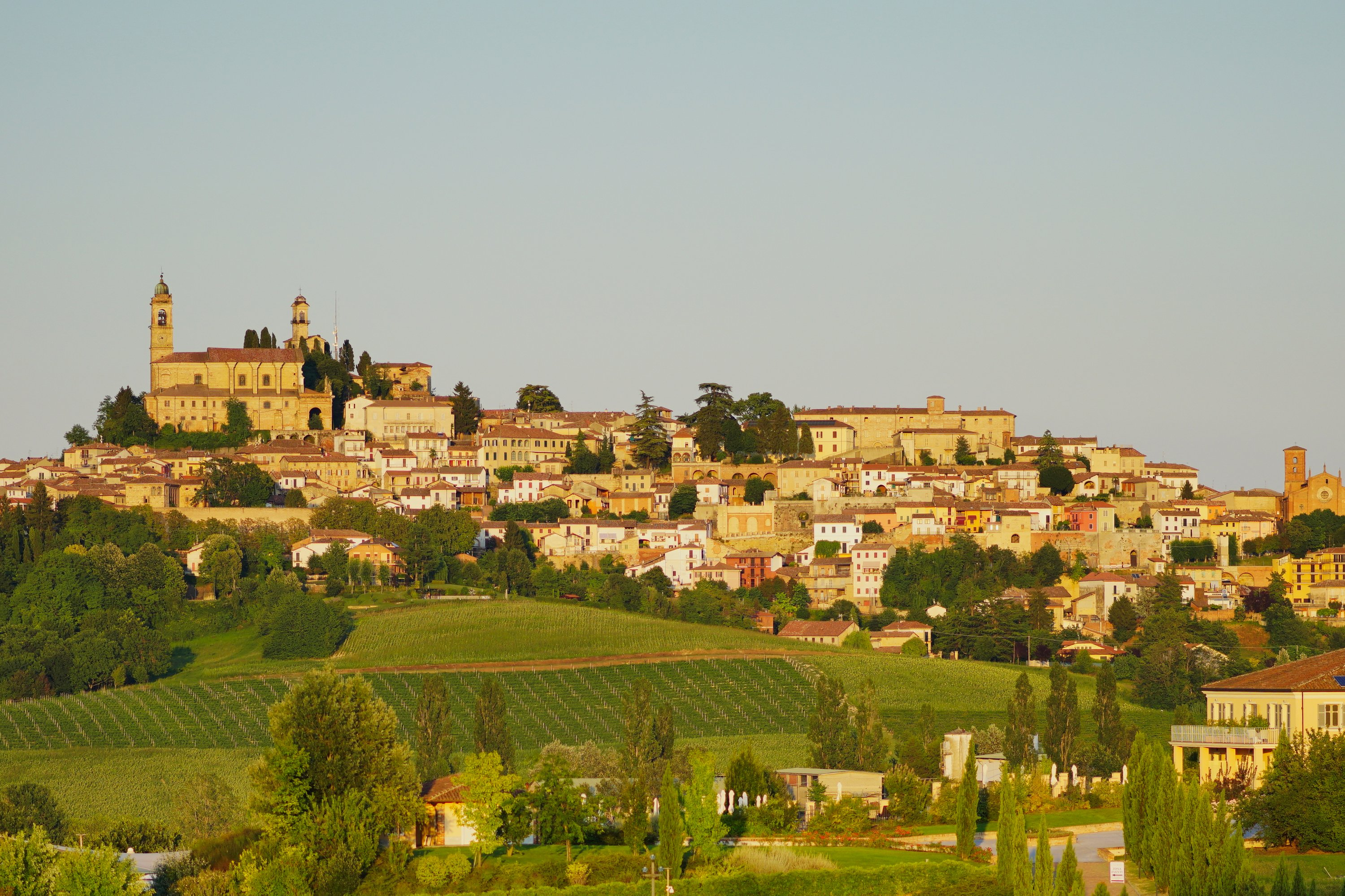
Panorama

### Bevölkerungsentwicklung
Die Gemeinde hat von 1901 bis heute einen Bevölkerungsrückgang von 75 % zu verkraften.

## Geschichte

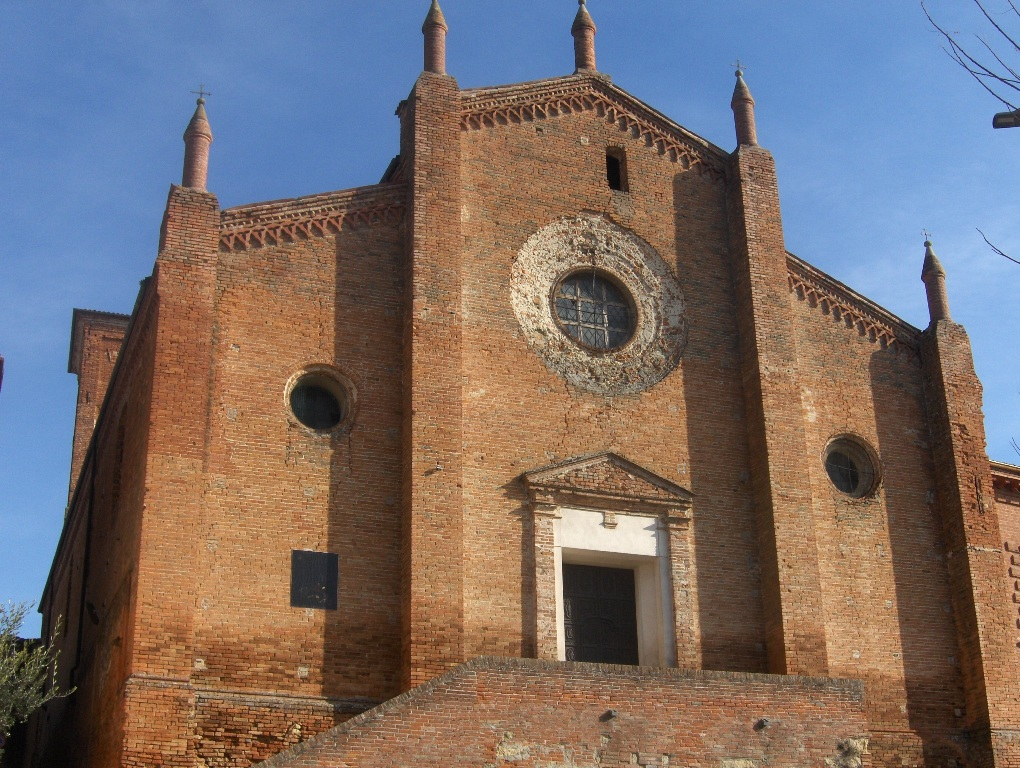
Kirche der Beata Vergine Addolorata

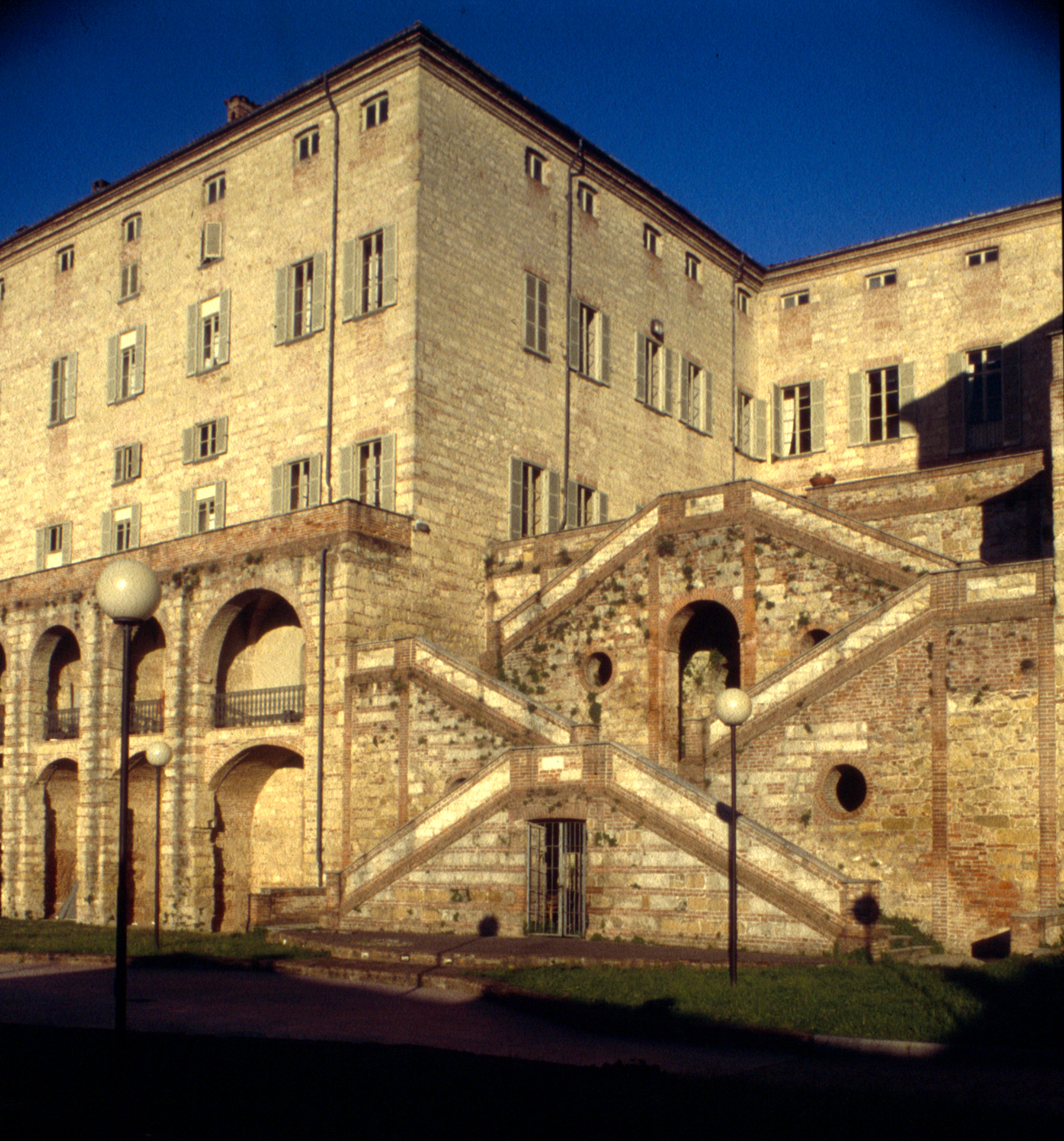
Palazzo Collori

Das seit 880 erwähnte Toponym ist mit den Formen Vignalis und Vignalus belegt. Es ist eine Ableitung von Vinea. Seine Bedeutung ist „mit Weinreben bepflanzter Ort“ oder „Weinberg“. Die Siedlung entstand im Mittelalter aus der Konzentration der Bewohner der umliegenden Dörfer auf dem Hügel und wird zum ersten Mal in einem kaiserlichen Diplom Ottos III. aus dem Jahr 992 erwähnt.
Bald befand es sich im Zentrum einer Reihe von Kontroversen und Ereignisse, die seit diesen Jahren die Bedeutung bestimmten. Zu Beginn des 10. Jahrhunderts wurde sein Territorium durch eine Schenkung an die Markgrafen von Monferrato bestätigt, die es eine Zeit lang regierten. Im kommunalen Zeitalter erlangte sie auch den Titel einer freien Gemeinde. Allerdings brachten diese Jahre auch einige negative Aspekte mit sich. Im 13. Jahrhundert war es tatsächlich Schauplatz sehr heftiger Auseinandersetzungen zwischen den Welfen und den Ghibellinen, aus denen die Familie Pastoroni als Sieger hervorging.
Im 16. und 17. Jahrhundert wurde es wiederholt von spanischen, französischen und deutschen Milizen überfallen. Mit dem Wiener Frieden im Jahr 1703 wurde es Teil der Herrschaft des Hauses Savoyen.

## Sehenswürdigkeiten
- Die Pfarrkirche San Bartolomeo aus dem 18. und 19. Jahrhundert, die nach einem Entwurf von Magnocavalli erbaut und vom Architekten Agostino Vituli aus Spoleto fertiggestellt wurde.
- Die Kirche der Beata Vergine Addolorata (Heiligen Jungfrau der Schmerzen), erbaut zwischen 1496 und 1505.
- Das Gemeindegebäude.
- Der Palazzo Callori stammt aus dem frühen 18. Jahrhundert und beherbergt heute in seinen Tuffsteinkellern die regionale Enoteca Monferrato, in der man wertvolle Dekorationen bewundern kann, von denen einige vom Architekten Juvarra geschaffen wurden.

## Söhne und Töchter der Gemeinde
- Federico Kardinal Callori di Vignale  (1890–1971), Kurienkardinal
- Piero Drogo (1926–1973), Autorennfahrer und Konstrukteur
- Eraldo Monzeglio (1906–1981), Fußballspieler und -trainer

## Kulinarische Spezialitäten
Bei Vignale Monferrato werden Reben der Sorte Barbera für den Barbera d’Asti, einen Rotwein mit DOCG Status sowie für den Barbera del Monferrato angebaut.